# マッシュキャロット
マッシュキャロットは、ニンジンに火を通し、つぶして作る料理である。一般的には、ニンジンをつぶした後、牛乳やバター、塩、こしょうを混ぜる。 ニンジンはつぶす前にオーブンで焼くこともある。  他のつぶされた野菜がマッシュキャロットに加えられることがあり、このような野菜としては玉ねぎやパースニップ、カブ、瓜、ルタバガなどが挙げられる。    また、マッシュポテトがマッシュキャロットと共につぶされることもある。 

## 材料
主たる材料は次のとおりである。
- 火を通したニンジン
- バター[9]
- 塩
- コショウ[9]

ハーブや香辛料をはじめとするその他の材料もしばしば用いられるが、その材料は以下の通りである。
- チリパウダー[10]
- カレー粉
- オニオンパウダー
- 乾燥タイム
- 乾燥セージ[11]
- チキンストック[2]
- パセリ
- コリアンダー
- にんにく[12]
- 砂糖[13]
- クリーム[3]
- レモン汁
- 蜂蜜
- シナモン[14]
- ショウガ
- オレンジゼスト[15]
- オレンジリキュール[11]
- ナツメグ[9]

## 準備
マッシュキャロットを作るには、ニンジンを用意して均一な大きさに切り、茹でたり、蒸したり、ローストしたりする。火を通したニンジンは、フードプロセッサーを用いるか、あるいはマッシャーを用いて手でつぶすかする。  さらに、つぶしたニンジンを準備するために缶詰のニンジンも用いられ得る。 マッシュキャロットは温かいうちに食べられる。 

## 料理の用途
マッシュキャロットは副食として食されるほか、ニンジンマフィンやニンジンクッキー、ニンジンスフレの主成分としても用いられる。  更に、マッシュキャロットは家庭で離乳食として作られたり、市販でも離乳食として販売されている。   